# Blackfriars Theatre

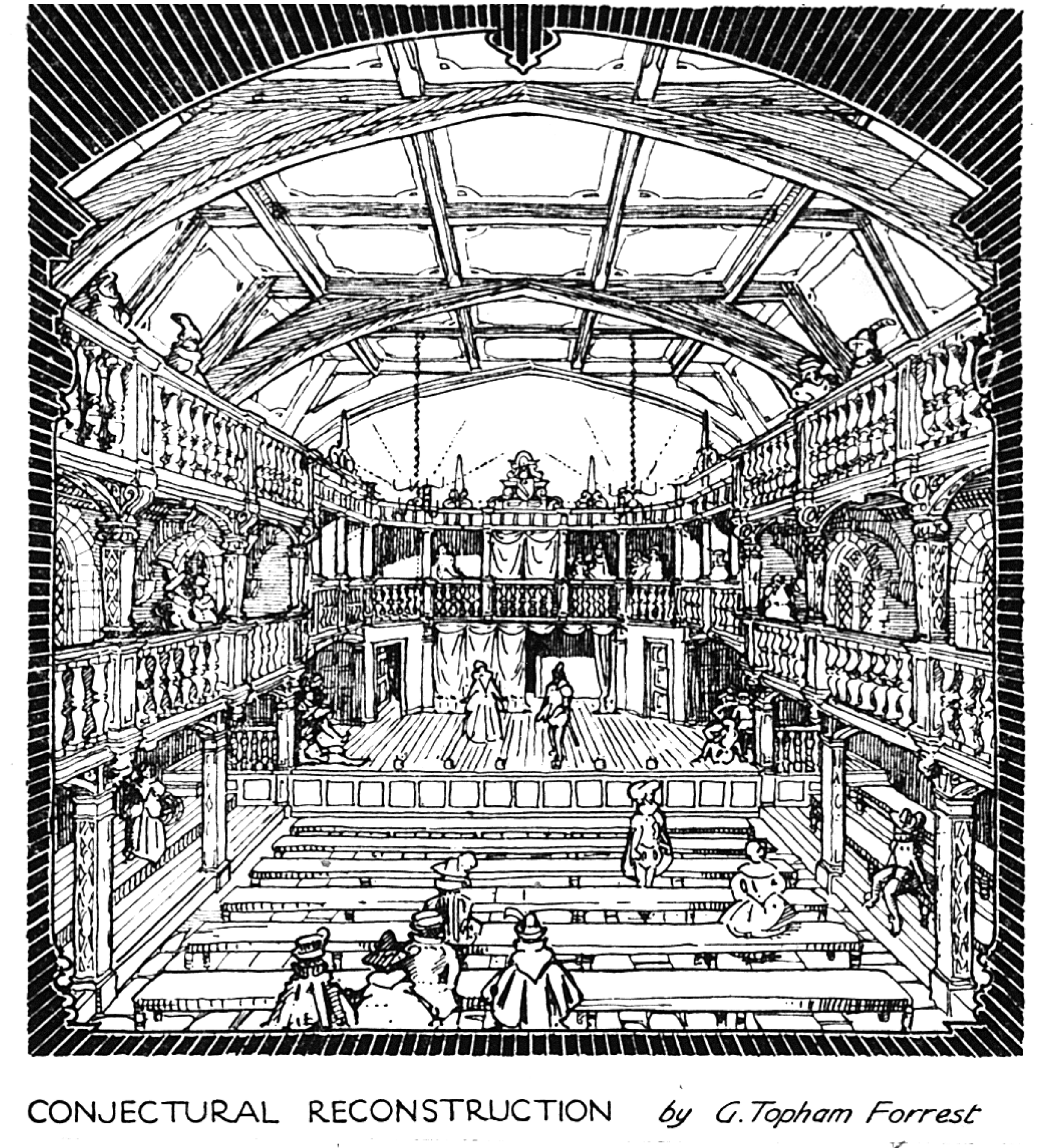
Rekonstrukcja na podstawie źródeł z epoki

Blackfriars Theatre - nazwa dwóch osobnych teatrów działających w dzielnicy Londynu Blackfriars w XVII wieku.
Pierwszy służył teatrzykom chłopięcym w latach 1576- 1584. 
W 1596 roku James Burbage kupił budynek za 600 funtów szterlingów i znacznie poszerzył przestrzeń sceniczną. 
W latach 1600-1608 budynek służył chórom chłopięcym. 
W latach 1609-1642 był wynajęty King’s Men - grupie teatralnej związanej z Szekspirem - aż do zamknięcia teatrów w 1642. Grupa wykorzystywała go głównie zimą, przy lepszej pogodzie korzystając z Globe Theatre. Blackfriars Theatre był nieduży, długi na 20 i szeroki na 15 metrów - był znacznie mniejszy niż teatry ze sceną na wolnym powietrzu. 